# Rising Star (talent show)
Rising Star és un programa de telerealitat de cerca de talents musicals a l'estil Pop Idols o The Voice. Fou creat per Keshet Broadcasting. Després de l'èxit en la seva versió original, HaKohav HaBa (La propera estrella), emesa a Israel l'any 2013, diferents canals de televisió d'arreu del món en van fer una adaptació per als seus propis països. Rising Star parteix de les mateixes bases que el programa The Voice. Un jurat professionat és col·locat davant un escenari on desfilen els candidats a guanyar el concurs, és a dir, els artistes o grups musicals que voldrien aconseguir el premi final del programa que acostuma a ser una carrera musical. El jurat està separat, a diferència de The Voice, de l'artista que canta sobre l'escenari per un mur digital. El principi del concurs és fer caure aquest mur. Tasca que desenvolupa el públic mateix que a través del Facebook del programa vota pel seu cantant favorit. Un cop el candidat ha aconseguit fer caure el teló, és el jurat qui s'ocupa d'apadrinar-lo o no. El programa ha estat adaptat al Brasil, Estats Units, França, Hongria, Indonèsia, Israel, Portugal, Regne Unit i Turquia.